# Erik Thedéen
Erik Hilding Thedéen (né le 1er septembre 1963) est un économiste, chef d'entreprise et fonctionnaire suédois, qui est directeur général de l'Autorité suédoise de surveillance financière de 2015 à 2022. Depuis le 1er janvier 2023, il est gouverneur de la Banque de Suède.

## Biographie
Après avoir obtenu son diplôme d'études secondaires en 1982, Thedéen effectue son service militaire et poursuit ses études à l'Académie navale royale suédoise. Thedéen est un officier de réserve de la marine suédoise, formé pour servir sur un patrouilleur. Thedéen étudie pour une maîtrise en économie à la Stockholm School of Economics de 1985 à 1989.
Thedéen occupe de nombreux postes dans le secteur financier, notamment celui de directeur général de KPA Pension, au ministère suédois des Finances et de président de Nasdaq OMX Nordic à Stockholm.